# 고흥 여도진성지
고흥 여도진성지(高興 呂島鎭城址)은 대한민국 전라남도 고흥군 점암면에 있는 조선시대의 성터이다. 1994년 12월 5일 전라남도의 기념물 제155호로 지정되었다.

## 개요
전라남도 고흥군 점암면 여호리에 있는 성으로, 남쪽으로 팔영산을 등지고 돌로 쌓았다.
앞쪽에 원주도, 북쪽에 내백일도, 우모도, 계도, 동쪽의 향도로 둘러 쌓인 해상 요충지로서 여자만 해역을 방어할 수 있는 천연의 요새지이다.
『세종실록지리지』에 기록된 전라도 수군편제를 보면 무안현에 전라수군처치사영을 두고 그 밑에 좌우의 도만호영을 설치하였는데, 그 중 이 곳은 좌도도만호영이다. 이 곳은 8개소의 수군만호영을 통할지휘하는 전라좌도의 수군본부 역할을 하였다.
『성종실록』에 의하면 성종 22년(1491)에 쌓은 것으로 둘레 1,320척, 높이 15척이었다고 하나, 지금은 서벽(길이 95m, 높이 1.8m)을 제외한 대부분의 성벽이 그 윤곽만 남아 있다. 그러나 서·남·북 양쪽에서 문터의 흔적을 확인할 수 있다.

## 참고 자료
- 고흥 여도진성지 - 국가유산청 국가유산포털
- 여도진성지 : 고흥문화관광 - 여도진성지